# William Henry Hudson

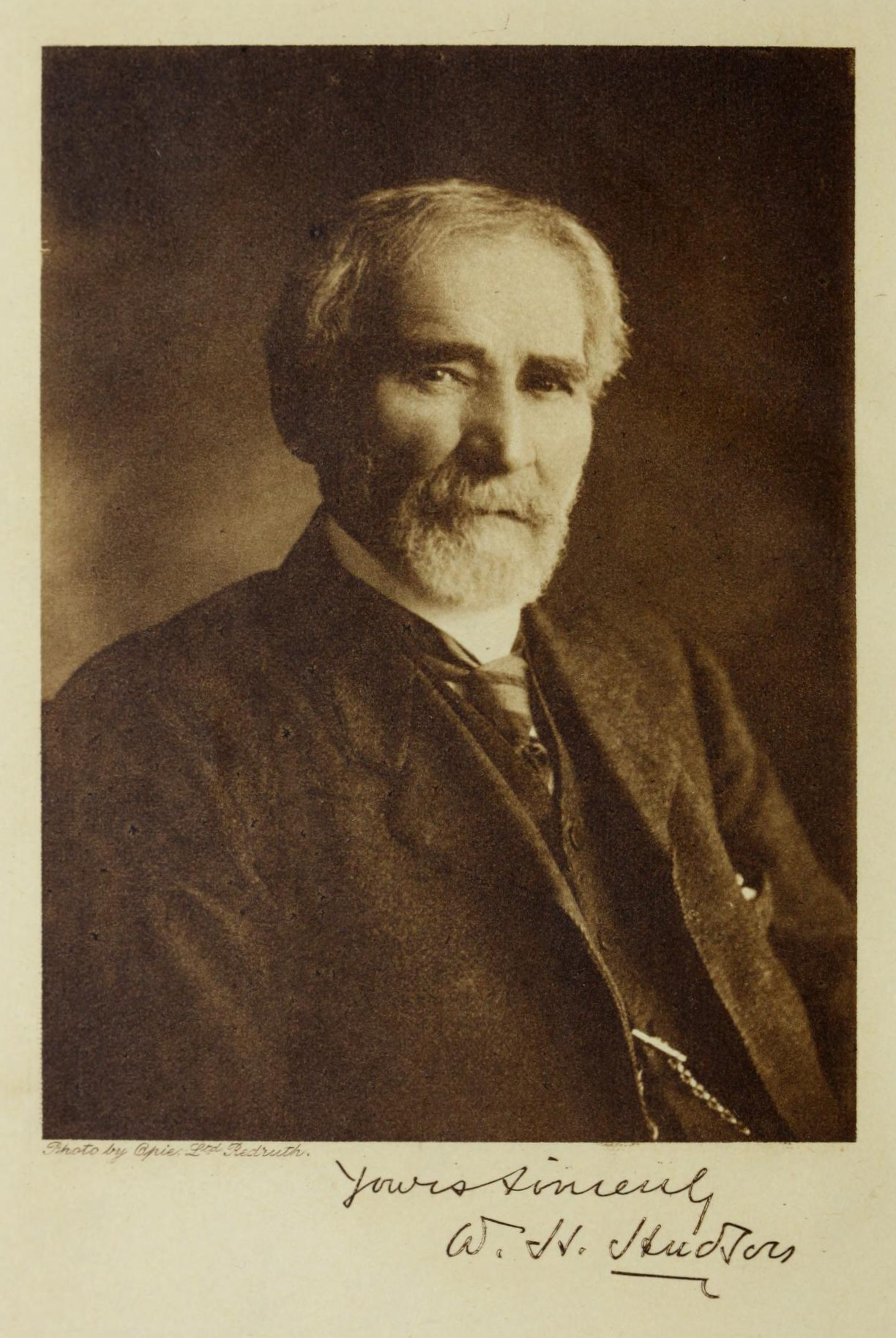
William Henry Hudson 1918

William Henry Hudson (* 4. August 1841 in Quilmes, Argentinien; † 18. August 1922 in London) war ein argentinisch-britischer Schriftsteller, Naturforscher und Ornithologe.

## Leben und Werk

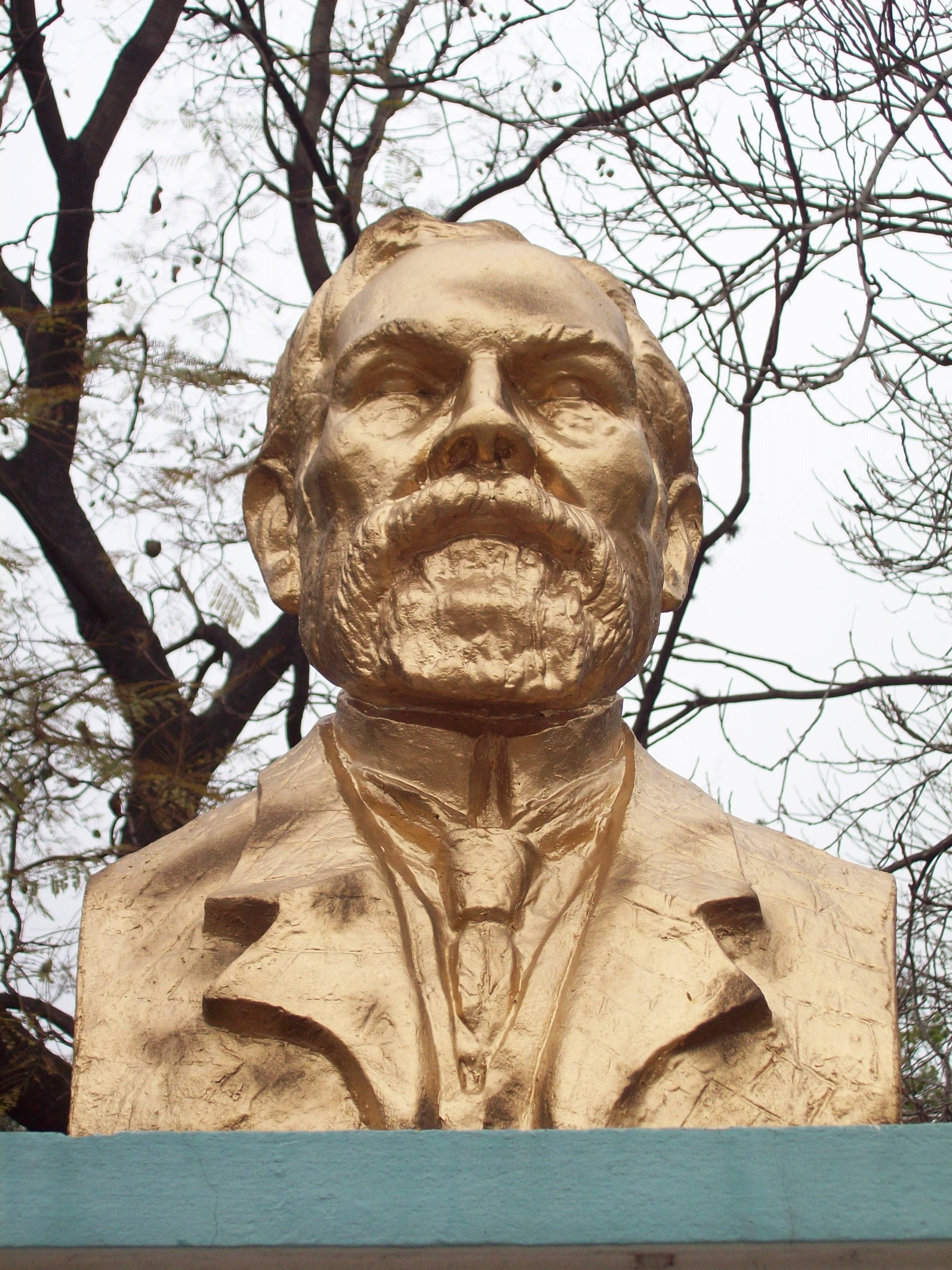
Büste von Hudson in Florencio Varela, Argentinien

Hudson wurde in Quilmes in der Provinz Buenos Aires als Sohn von Siedlern geboren, die aus Irland und England in die USA und dann nach Argentinien auswanderten. Mit sechs Jahren bereits ein guter Reiter, erkrankte er an rheumatischem Fieber und konnte sich seinen Traum, ein Gaucho zu werden, nicht erfüllen. Er verbrachte seine Jugend mit der Beobachtung der argentinischen Flora und Fauna und sah sich dabei als Feldforscher (field naturalist), der mit seinen Beobachtungsobjekten in eine Art „animistische“ Kommunikation trat. Ab 1860 verdiente er Geld damit, dass er Vögel erlegte und ihre Bälge an zoologische Institute schickte. Seine ersten Veröffentlichungen waren Arbeiten in Proceedings of the Royal Zoological Society. Hudson veröffentlichte eine Serie von ornithologischen Studien und erlangte später Berühmtheit mit Büchern über englische Naturbeobachtungen.
Anfang der 1870er Jahre reiste er nach Patagonien, um Vögel zu beobachten. Kaum auf den patagonischen Ebenen angekommen, verletzte er sich selbst mit einer Kugel und ließ von seinen ornithologischen Studien ab. Zwanzig Jahre später verarbeitete er seine Reise-Erfahrungen in einem seiner ersten Bücher, Idle Days in Patagonia.
Nach dem Tod seiner Eltern verließ er 1874 Argentinien, um nach Großbritannien umzuziehen, wo er zunächst bittere Not litt und Schriftsteller wurde. Seine bekanntesten Bücher sind der tragisch-romantische Roman Green Mansions (1904) (dt. Rima, später Das Vogelmädchen) und eine autobiographische Betrachtung der argentinischen Natur mit dem Titel Far Away and Long Ago (1918).
Sein Grab liegt in Broadwater bei Worthing, West Sussex.
Zu seinen Bewunderern zählte Joseph Conrad: „Man kann immerfort zu lernen versuchen, wie Hudson seine Wirkungen erzielt, und wird es nie wissen. Er schreibt seine Worte nieder, wie der liebe Gott das Gras wachsen lässt“.
Er gilt als argentinischer Nationaldichter, und in den Anden ist der Gipfel Cerro Hudson nach ihm benannt.

## Veröffentlichungen
- The Purple Land that England Lost. Travels and Adventures in the Banda Oriental, South America (1885)
- A Crystal Age (1887)
- Argentine Ornithology (1888), gemeinsam mit Philip Lutley Sclater
- The Naturalist in la Plata (1892)
- Idle Days in Patagonia (1893), dt. Müssige Tage in Patagonien, übersetzt von Rainer G. Schmidt, Achilla Presse, Butjadingen 2008, ISBN 978-3-940350-02-2; Neuausgabe: Müßige Tage in Patagonien, Matthes & Seitz, Berlin 2019, ISBN 978-3-95757-793-1.
- Birds in a Village (1893)
- Lost British Birds (1894) pamphlet
- British Birds (1895)
- Osprey; or, Egrets and Aigrettes (1896)
- An Introduction to the Philosophy of Herbert Spencer (1897)
- Birds in London (1898)
- Nature in Downland (1900)
- Birds and Man (1901)
- The Famous Missions of California (1901)
- El Ombu (1902) stories, later South American Sketches, dt. El Ombú, Südamerikanische Erzählungen, Friedenauer Presse, Berlin 2007, ISBN 978-3-932109-53-9.
- Hampshire Days (1903)
- Rousseau and Naturalism in Life and Thought (1903)
- Green Mansions: A Romance of the Tropical Forest (1904), dt. Rima. Die Geschichte einer Liebe aus dem Tropenwald, übersetzt von Kuno Weber, Manesse, Zürich 1958; Neuausgabe: Das Vogelmädchen. Klett-Cotta, Stuttgart 1980, ISBN 3-608-87510-7.
- An Introduction to the Philosophy of Herbert Spencer (1904)
- A Little Boy Lost (1905)
- Land's End. A Naturalist's Impressions in West Cornwall, auch The Land's End (1908)
- Afoot in England (1909)
- A Shepherd's Life. Impressions of the South Wiltshire Downs (1910)
- Adventures among Birds (1913)
- The Man Napoleon (1915)
- Tales of the Pampas (1916)
- Far Away and Long Ago - A History of My Early Life (1918), dt. Fernab und vor langer Zeit. Argentinische Erinnerungen, übersetzt von Rainer. G. Schmidt, Achilla Presse, Butjadingen 2008, ISBN 978-3-940350-04-6.
- The Book of a Naturalist (1919)
- Birds in Town and Village (1919), erweiterte Neufassung von Birds in a Village
- France: The Nation and Its Development (1919)
- Birds of La Plata (1920), Hudsons Anteil an Argentine Ornithology
- Dead Man's Plack (1920)
- An Old Thorn (1920)
- A Traveller in Little Things (1921)
- A Tired Traveller (1921), Essay
- Seagulls in London. Why They Took To Coming To Town (1922), Essay
- A Hind in Richmond Park (1922)
- The Collected Works (1922–23), 24 Bände
- 153 Letters from W.H. Hudson (1923)
- Rare Vanishing & Lost British Birds (1923)
- Ralph Herne (1923)
- Men, Books and Birds (1925)
- The Disappointed Squirrel (1925), aus The Book of a Naturalist.
- Fan-The Story of a Young Girl's Life (1926), als Henry Harford
- Mary's Little Lamb (1929)
- South American Romances (1930) The Purple Land; Green Mansions; El Ombú
- W.H. Hudson's Letters to R. B. Cunninghame Graham (1941)
- Tales of the Gauchos (1946)
- Letters on the ornithology of Buenos Ayres.(1951)
- Diary Concerning his Voyage from Buenos Aires to Southampton on the Ebro (1958)
- Gauchos of the Pampas and Their Horses (1963) Erzählungen, mit R.B. Cunninghame Graham
- English Birds and Green Places: Selected Writings (1964)
- Birds of a Feather: Unpublished Letters of W.H. Hudson (1981)